# Sextus Quintilius Valerius Maximus

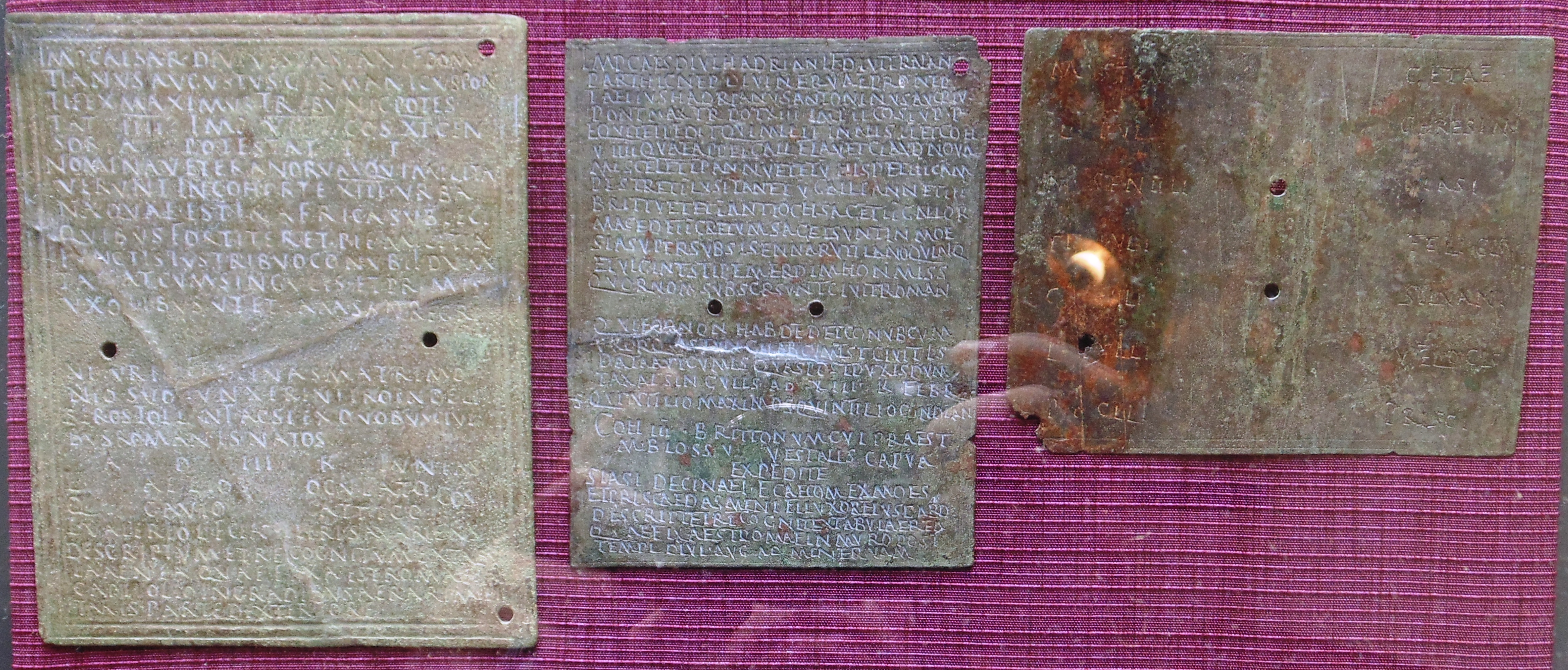
Das Militärdiplom ist das Diplom in der Mitte

Sextus Quintilius Valerius Maximus war ein römischer Politiker und Senator.
Maximus stammte aus Alexandria Troas in der Provinz Asia und war ein Sohn des Sextus Quintilius Valerius Maximus, der Legat von Achaea war. Im Jahr 151 wurde Maximus gemeinsam mit seinem Bruder Sextus Quintilius Condianus ordentlicher Konsul. Dies ist durch zwei Militärdiplome, die auf den 20. Januar 151 datiert sind, belegt. Im Amtsjahr 168/9 oder 169/70 wurde Maximus Prokonsul von Asia.
Anscheinend waren die Brüder dann Correctores von Achaea (etwa von 170/1 bis 174/5). Die beiden Brüder haben nach Philostratos dem Älteren Achaea gemeinsam regiert. Sie sind auch in den 1966 gefundenen, wahrscheinlich aus den Jahren 174 oder 175 stammenden Brief Mark Aurels an die Athener als für die Justiz von Achaea verantwortliche Personen bezeugt.
An der Via Appia sind die Ruinen der von den Brüdern errichteten Villa der Quintilier zu sehen.